# Pterodroma
Genre
Pterodroma est un genre d'oiseaux de mer qui portent tous dans leur nom vernaculaire le terme de pétrel.

## Étymologie
Comme très souvent, ce nom scientifique est formé de deux mots grecs, πτερόν/ptéron, aile et δρομάω/dromao, courir, qui court, en référence au vol rapide de tous les membres de ce genre.

## Liste des espèces existantes
D'après la classification de référence (version 14.1, 2024) de l'Union internationale des ornithologues, il y a 35 espèces du genre Pterodroma (ordre phylogénique) :
- Pterodroma macroptera (Smith, A, 1840) – Pétrel noir ;
- Pterodroma lessonii (Garnot, 1826) – Pétrel de Lesson ;
- Pterodroma gouldi (Hutton, FW, 1869) – Pétrel à face grise ;
- Pterodroma incerta (Schlegel, 1863) – Pétrel de Schlegel ;
- Pterodroma solandri (Gould, 1844) – Pétrel de Solander ;
- Pterodroma magentae (Giglioli & Salvadori, 1869) – Pétrel de Magenta ;
- Pterodroma ultima Murphy, 1949 – Pétrel de Murphy ;
- Pterodroma mollis (Gould, 1844) – Pétrel soyeux ;
- Pterodroma madeira Mathews, 1934 – Pétrel de Madère ;
- Pterodroma feae (Salvadori, 1900) – Pétrel gongon ;
- Pterodroma deserta Mathews, 1934 – Pétrel des Desertas ;
- Pterodroma cahow (Nichols & Mowbray, 1916) – Pétrel des Bermudes ;
- Pterodroma hasitata (Kuhl, 1820) – Pétrel diablotin ;
- †Pterodroma caribbaea Carte, 1866 – Pétrel de Jamaïque ;
- Pterodroma externa (Salvin, 1875) – Pétrel de Juan Fernandez ;
- Pterodroma occulta Imber & Tennyson, 2001 – Pétrel de Vanuatu ;
- Pterodroma neglecta (Shlegel, 1863) – Pétrel des Kermadec ;
- Pterodroma heraldica (Salvin, 1888) – Pétrel du Herald ;
- Pterodroma arminjoniana (Giglioli & Salvadori, 1869) – Pétrel de Trindade ;
- Pterodroma atrata (Mathews, 1912) – Pétrel de Henderson ;
- Pterodroma alba (Gmelin, JF, 1789) – Pétrel à poitrine blanche ;
- Pterodroma baraui (Jouanin, 1964) – Pétrel de Barau ;
- Pterodroma sandwichensis (Ridgway, 1884) – Pétrel des Hawaï ;
- Pterodroma phaeopygia (Salvin, 1876) – Pétrel des Galapagos ;
- Pterodroma inexpectata (Forster, JR, 1844) – Pétrel maculé ;
- Pterodroma cervicalis (Salvin, 1891) – Pétrel à col blanc ;
- Pterodroma nigripennis (Rothschild, 1893) – Pétrel à ailes noires ;
- Pterodroma axillaris (Salvin, 1893) – Pétrel des Chatham ;
- Pterodroma hypoleuca (Salvin, 1888) – Pétrel des Bonin ;
- Pterodroma leucoptera (Gould, 1844) – Pétrel de Gould ;
- Pterodroma brevipes (Peale, 1849) – Pétrel à collier ;
- Pterodroma cookii (Gray, GR, 1843) – Pétrel de Cook ;
- Pterodroma defilippiana (Giglioli & Salvadori, 1869) – Pétrel de De Filippi ;
- Pterodroma longirostris (Stejneger, 1893) – Pétrel de Stejneger ;
- Pterodroma pycrofti Falla, 1933 – Pétrel de Pycroft.

Parmi celle-ci est éteinte :
- †Pterodroma caribbaea – (?)